# SNCASO SO-1310 Farfadet
Lo  SNCASO SO-1310 Farfadet era un elicoplano sperimentale, o con altri termini una girodina o elicottero composito, bimotore realizzato dal consorzio francese Société nationale des constructions aéronautiques du sud-ouest (SNCASO) nel 1953 e rimasto allo stadio di prototipo.

## Storia
Nei primi anni cinquanta l'interesse da parte del mercato aeronautico francese nei confronti di un mezzo aereo con spiccate caratteristiche STOL, ovvero in grado di decollare ed atterrare in spazi ridotti, portò la SNCASO ad esplorare la fattibilità del progetto con un approccio non convenzionale dando l'avvio alla realizzazione dell'SO-1310 Farfadet.

### Sviluppo
Il progetto verteva nell'abbinamento delle caratteristiche di un velivolo convenzionale, equipaggiato di un motore posizionato all'apice anteriore della fusoliera, con carrello d'atterraggio, semiali in grado di garantire portanza ed impennaggio in coda, ad un rotore tipico della tecnologia elicotteristica, un tripala basato sull'esperienza del precedente SO-1100 Ariel. Come nell'Ariel questo elemento era realizzato con mozzo e pale cave e veniva messo in rotazione per reazione facendo uscire l'aria compressa dall'estremità delle pale.
Il prototipo, rimasto l'unico realizzato, venne completato nel 1953 ed immatricolato F-WBGD.

### Impiego operativo
L'Ariel si staccò da terra, in volo verticale, per la prima volta l'8 maggio dello stesso anno mentre per il primo volo vero e proprio bisognò attendere il successivo 1º luglio. Il successo dimostrò la validità del progetto e nei mesi successivi le prove in volo proseguirono.
Tuttavia il programma venne interrotto; alcune fonti attribuiscono la sospensione dello sviluppo ai costi di realizzazione e alle difficoltà di messa a punto.